# Всеобщие выборы в Кот-д’Ивуаре (1960)
Всеобщие выборы в Кот-д’Ивуаре проходили 27 ноября 1960 года. На них избирались президент и члены Национального собрания. Согласно Конституции, принятой в 1960 году, в стране была установлена однопартийная система. Демократическая партия Берега Слонновой Кости стала единственной легальной политической партией в стране. Её лидер Феликс Уфуэ-Буаньи был автоматически избран президентом. Единый список Демократической партии получил все 70 мест Национального собрания. Явка составила 95,9% на парламентских выборах и 98,8% — на президентских.

## Контекст
7 августа 1960 года Берег Слоновой Кости получил независимость от французского президента генерала Шарля Де Голля после двухлетнего ожидания, прошедшего с референдума о независимости. Феликс Уфуэ-Буаньи был бывшим французским министром Четвёртой республики. Он стал лидером страны вплоть до проведения выборов 27 ноября.

## Результаты

### Президентские выборы
| Кандидат                            | Партия                              | Голоса    | %    |
| ----------------------------------- | ----------------------------------- | --------- | ---- |
| Феликс Уфуэ-Буаньи                  | Демократическая партия              | 1 641 352 | 100  |
| Недействительных/пустых бюллетеней  | Недействительных/пустых бюллетеней  | 190       | –    |
| Всего                               | Всего                               | 1 641 542 | 100  |
| Зарегистрированных избирателей/Явка | Зарегистрированных избирателей/Явка | 1 661 833 | 98.8 |
| Источник: Nohlen et al.             |                                     |           |      |

### Парламентские выборы
| Партия                              | Голоса    | %    | Мест | +/– |
| ----------------------------------- | --------- | ---- | ---- | --- |
| Демократическая партия              | 1 586 518 | 100  | 70   | –30 |
| Недействительных/пустых бюллетеней  | 6 617     | –    | –    | –   |
| Всего                               | 1 593 135 | 100  | 70   | –30 |
| Зарегистрированных избирателей/Явка | 1 661 833 | 95.9 | –    | –   |
| Источник: Nohlen et al.             |           |      |      |     |